# Logistics
Мэтт Гре́шем (англ. Matt Gresham), более известный под псевдонимом Logistics [Лоджи́стикс] — британский продюсер и диджей, брат Dan Gresham (ака Nu:Tone), дебютировал в марте 2004-го с релизом под названием «Replay».
Он навсегда изменил направление drum-n-bass жанра, привнеся своё совершенно новое и уникальное звучание – смесь техно, электро и Джаз музыки в ломаном каркасе.
Музыкальный вкус Logistics формировался под действием равно как гитарной музыки Rage Against The Machine, так и Down tempo от таких лейблов как Mo’ Wax, а также своего брата Дэна Nu:tone, выпустившего в то время свой первый LP и познакомившего Мэтта Logistics с drum’n’bass.
В 2006-м у Logistics появился альбом «Now More Than Ever».
Весной 2008 Logistics выпустил на Hospital Records новый альбом Reality Checkpoint, получивший бурю восторженных откликов у критиков и фанатов.
В сентябре 2009 выпускает все на том же Hospital Records новый альбом Crash, Bang, Wallop. В нём Мэтт открывает новые стороны своего творчества. В альбоме появились и минималистические нотки, но и былые задор и весёлость никуда не пропали.

## Дискография
- Love Letters (2022, Hospital Records)
- Headspace (2020, Hospital Records)
- Waveforms (2019, Hospital Records)
- Hologram (2018, Hospital Records)
- Electric Sun (2016, Hospital Records)
- Polyphony (2014, Hospital Records)
- Fear not (2012, Hospital Records)
- Spacejams (2010, Hospital Records)
- Crash, Bang, Wallop! (2009, Hospital Records)
- Toy Town / Jungle Music (2009, Hospital Records)
- Reality Checkpoint (2008, Hospital Records)
- Wide Lens EP (2007, Hospital Records)
- Now More Than Ever (2006, Hospital Records & Third Ear Recordings)
- Flashback / Can't Let Go (2006, Hospital Records)
- City Life EP (2006, Hospital Records)
- Blackout / Krusty Bass Rinser (2006, Hospital Records)
- Blackout / Bounce (2006, Hospital Records)
- Beatbox Master / Girl From Mars (2006, Hospital Records)
- Beatbox Master / Machine (2006, Hospital Records)
- Weapons of Mass Creation 2 Sampler (2005, Hospital Records)
- Uprock / Static (2005, M*A*S*H)
- Release The Pressure EP (2005, Hospital Records)
- Play the Game / Sin City (2005, Valve Recordings)
- Surround / Deep Joy (2004, Brand.nu)
- SpaceJam EP (2004, Hospital Records)
- Millionaire / Front To Back (2004, Innerground Records)
- I Want To Know / Hold On Be Strong (2004, Advance//d Recordings)
- Free My Soul / Replay (2004, Hospital Records)
- Come To You / Music (2004, Brand.nu)